# Vetaformaceae
Vetaformaceae là một họ rêu trong bộ Jungermanniales.